# Psilopsiagon aurifrons
Il parrocchetto montano (Psilopsiagon aurifrons Lesson, 1830) è un uccello della famiglia degli Psittacidi.

## Descrizione
Affine allo P. aymara, identico per morfologia, lo P. aurifrons, con taglia attorno ai 18 cm, si identifica per la colorazione del piumaggio completamente verde, salvo una mascherina facciale gialla e una colorazione di petto e ventre verde sfumato in giallo (più o meno estese in funzione delle sottospecie):
- P. a. aurifrons, sottospecie nominale con giallo facciale e pettorale molto marcato (è l'unico Psilopsiagon con dimorfismo sessuale abbastanza evidente dato che la femmina ha colori pallidi ed è priva di giallo facciale e pettorale);
- P. a. robertsi, con mascherina facciale appena accennata e petto verde (simile, in entrambi i sessi, alla femmina della sottospecie nominale);
- P. a. rubrirostris, con il colore azzurro che sostituisce il giallo facciale e pettorale ma senza differenze di colorazione tra i sessi;
- P. a. margheritae, simile al rubrirostris, tanto che per alcuni autori si tratterebbe di un'unica sottospecie.

Tutte le sottospecie presentano remiganti blu, becco bruno rosato e iride arancio.

## Distribuzione
Zona andina a sud della Bolivia, nord dell'Argentina e nord del Cile. In cattività è poco noto.

## Biologia
Ha le stesse abitudini dello P. aymara e vive tra i 1800 e i 3400 metri di quota.